# تام لبو
تام لبو (انگلیسی: Tom Lebeau؛ زادهٔ ۲۳ ژوئیهٔ ۱۹۹۸) بازیکن فوتبال است.